# Ctenotus aphrodite
Espèce
Ctenotus aphrodite est une espèce de sauriens de la famille des Scincidae.

## Répartition
Cette espèce est endémique du Sud-Ouest du Queensland en Australie.

## Publication originale
- Ingram & Czechura, 1990 : Four new species of striped skinks from Queensland. Memoirs of the Queensland Museum, vol. 29, no 3, p. 407-410.